# Metagonia cara
Metagonia cara är en spindelart som beskrevs av Willis J. Gertsch 1986. Metagonia cara ingår i släktet Metagonia och familjen dallerspindlar.
Artens utbredningsområde är Belize. Inga underarter finns listade i Catalogue of Life.